# كازوهيسا كاواهارا
كازوهيسا كاواهارا (باليابانية: 河原 和寿) (مواليد 29 يناير 1987)، هو لاعب كرة قدم ياباني سابق كان يلعب كمهاجم.

## وصلات خارجية
- كازوهيسا كاواهارا على موقع الاتحاد الدولي (مؤرشف)  (الإنجليزية)
- كازوهيسا كاواهارا على موقع رابطة كرة القدم اليابانية للمحترفين (اليابانية)
- كازوهيسا كاواهارا على موقع قاعدة بيانات كرة القدم.إي يو (الإنجليزية)
- كازوهيسا كاواهارا على موقع Soccerway.com (الإنجليزية)
- كازوهيسا كاواهارا على موقع عالم كرة القدم.نت (الإنجليزية)